# Rainer Jarohs
Rainer Jarohs (* 8. August 1957 in Rostock) ist ein ehemaliger deutscher Fußballspieler und -funktionär. In der höchsten Spielklasse des DDR-Fußballs, der Oberliga, spielte er für den F.C. Hansa Rostock.

## Sportliche Laufbahn
Der in Rostock geborene Stürmer Jarohs durchlief ab 1965 die Jugendmannschaften des F.C. Hansa Rostock. Bereits einen Tag nach Klubgründung absolvierte er am 29. Dezember 1965 bei einem Junioren-Hallenturnier seine ersten Spiele für Hansa. Zwischen 1974 und 1976 bestritt er 16 Länderspiele mit der DDR-Juniorennationalmannschaft, für die er vier Tore erzielte.
Am 10. September 1975 debütierte Jarohs in der Männermannschaft des F.C. Hansa in der zweitklassigen Liga. Mit vier Toren in der Aufstiegsrunde hatte der erst 18-jährige Jarohs maßgeblichen Anteil am Wiederaufstieg der Hanseaten in die Oberliga. In der folgenden Saison 1976/77 konnte er mit sieben Toren in 22 Einsätzen den erneuten Abstieg der Rostocker jedoch nicht verhindern. Dem sofortigen Wiederaufstieg folgte der umgehende Wiederabstieg in der Saison 1978/79, in dessen Folge Jarohs mit den zur Fahrstuhlmannschaft gewordenen Rostockern der dritte Wiederaufstieg binnen fünf Jahren gelang. 1976 absolvierte er das erste seiner bis 1987 insgesamt 20 Länderspiele für die Nachwuchsauswahl, in denen ihm fünf Tore gelangen.
1980/81 erreichte Jarohs mit Hansa den Klassenerhalt in der Oberliga als Tabellenzehnter und absolvierte am 14. April der Saison 1981/82, in der Hansa den achten Tabellenplatz belegte, seinen ersten Einsatz in der Fußballnationalmannschaft der DDR gegen Italien. Neben zwei weiteren Spielen für die DDR-Auswahl gegen die Sowjetunion am 5. Mai und gegen Schweden am 19. Mai 1982 kam Jarohs im Herbst dieses Jahres noch zweimal in der Olympiaauswahl zum Einsatz. Sowohl für die A-Auswahl als auch für die Olympiaelf konnte der Rostocker einen Treffer erzielen. Weitere Auswahlberufungen in diesen beiden Teams blieben in den Folgejahren für den damaligen Studenten der Sprachwissenschaften aus.
1985/86 stieg Jarohs nach fünf Jahren Oberligazugehörigkeit erneut mit Hansa in die zweitklassige Liga ab. In der Folgesaison 1986/87 gelang daraufhin nicht nur der sofortige Wiederaufstieg, sondern auch der Einzug ins Finale des FDGB-Pokals. Mit 4:1 unterlag Jarohs mit Rostock trotz zwischenzeitlicher Führung dem 1. FC Lokomotive Leipzig. 1988/89 qualifizierte sich Jarohs mit einem vierten Rang mit Rostock für den internationalen UEFA-Pokal 1989/90, in dem Jarohs im Hinspiel der ersten Runde gegen den tschechischen Vertreter Baník Ostrava auflief, welches Rostock 2:3 verlor. Nach einer 0:4-Niederlage im Rückspiel schied Hansa jedoch aus dem Wettbewerb aus. Nach acht Toren in 25 Einsätzen in der Saison 1989/90 beendete Jarohs im Juni 1990 seine Rostocker Fußballkarriere nach 15 Spielzeiten. Zu Beginn der Saison 1990/91 spielte er kurzzeitig beim drittklassigen Amateur-Oberligisten TuS Hoisdorf. Ende September 1990 wurde der Vertrag beim Team aus der Oberliga Nord aufgelöst. Im Anschluss war Jarohs in der letzten Spielzeit der Liga für den TSV 1860 Stralsund viermal am Ball.
Jarohs absolvierte insgesamt 403 Pflichtspieleinsätze für den F.C. Hansa – darunter 362 Partien um Punkte in Ligen und Aufstiegsrunden (166 Tore), 40 Pokaleinsätze (19 Tore) und ein Europapokalspiel – und ist damit nach Hilmar Weilandt (405) und Juri Schlünz (406) der Spieler mit den drittmeisten Pflichtspieleinsätzen und nach Weilandt den zweitmeisten Ligapartien in Diensten des F.C. Hansa sowie der erfolgreichste Torschütze der Vereinsgeschichte.

## Fußballfunktionär
In der Saison 1996/97 wurde Jarohs Aufsichtsratsmitglied beim F.C. Hansa Rostock und war von 1998 bis 2005 stellvertretender Vorstandsvorsitzender des Vereins. Aus beruflichen Gründen trat er im Juli 2005 zurück. Vorstandsvorsitzende in dieser Zeit waren Eckhardt Rehberg (bis 2001) sowie Manfred Wimmer (ab 2001).

## Berufliche Laufbahn
In der DDR war er seit 1989 beim Hörfunk tätig. Seit Anfang 1992 arbeitet Jarohs als Journalist und Rundfunkredakteur beim NDR.